# Andora (Włochy)
Andora – miejscowość i gmina we Włoszech, w regionie Liguria, w prowincji Savona.
Według danych na rok 2004 gminę zamieszkiwało 6726 osób, 217 os./km².